# Ordem de São Jorge (Federação da Rússia)
A Ordem de São Jorge (em russo: О́рден Свято́го Гео́ргия; romaniz.: Órden Svyatógo Geórgiya) é a mais alta condecoração militar da Federação da Rússia desde 8 de agosto de 2000. Foi instituída pela imperatriz Catarina II em 7 de dezembro de 1769. Abolida após a Revolução Russa juntamente com outras honrarias imperiais, só foi restabelecida após o fim da União Soviética. Em 2 de março de 1992, o Presidium do Soviete Supremo da Federação da Rússia reintroduziu oficialmente a ordem pelo decreto nº 2424-1, mas ela permaneceu sem estatuto ou descrição até o ano 2000.

## História
Após o fracasso da tentativa do GKChP de tomar o poder em Moscou, em agosto de 1991, houve a intenção de restaurar a Ordem de São Jorge e concedê-la aos defensores da Casa Branca (parlamento russo), mas a ideia foi posteriormente abandonada, sendo criada em seu lugar a medalha "Defensor da Rússia Livre".
Em 1992, após a dissolução da URSS, as repúblicas independentes, incluindo a Rússia, começaram a estabelecer seus próprios símbolos estatais, distintos dos anteriores. O Decreto nº 2424-1 do Presidium do Soviete Supremo da Federação da Rússia, de 2 de março de 1992, manteve parte das antigas ordens e instruiu a Comissão de Condecorações Estatais junto ao Presidente da Federação da Rússia a elaborar os estatutos da restaurada Ordem de São Jorge e da insígnia "Cruz de São Jorge":
| “ | 1. Até a aprovação da Lei da Federação da Rússia sobre condecorações estatais, manter no sistema de condecorações da Federação da Rússia as ordens de Suvorov, Ushakov, Kutuzov, Nakhimov e Alexandre Nevsky. Considerar possível o uso, na Federação da Rússia, para fins de condecoração, das seguintes ordens e medalhas da extinta União Soviética: Ordem da Amizade dos Povos, Ordem "Pela Coragem Pessoal", medalhas de Ushakov, Nakhimov, "Pela Coragem", "Por Distinção na Guarda da Fronteira Estatal da URSS", "Por Distinção no Serviço Militar", “Por Distinção na Proteção da Ordem Pública”, "Pela Coragem em Incêndio", "Pela Salvação do Afogamento", adequando seus estatutos, regulamentos e descrições à simbologia estatal da Federação da Rússia, assim como restaurar a Ordem Militar Russa de São Jorge e a insígnia "Cruz de São Jorge". 2. À Comissão de Condecorações Estatais junto ao Presidente da Federação da Rússia cabe elaborar os estatutos da Ordem de São Jorge e da insígnia "Cruz de São Jorge". | ” |
| — Decreto do Presidium do Soviete Supremo da Federação da Rússia "Sobre as Condecorações Estatais da Federação da Rússia" nº 2424-1. | |   |

Em outubro de 1993, como resultado do confronto entre o presidente Boris Iéltsin e o Soviete Supremo, o órgão legislativo foi dissolvido. O trabalho de restauração da Ordem de São Jorge ficou paralisado até o ano 2000.
O estatuto da ordem restaurada foi aprovado por decreto presidencial da Rússia em 8 de agosto de 2000, n.º 1463, mas até 2008 não houve concessões. Isso se devia ao fato de que, conforme o estatuto da ordem, a condecoração só podia ser atribuída durante ações militares contra um inimigo externo. A Federação da Rússia, nesse período, não esteve envolvida em guerras desse tipo.

Em 12 de agosto de 2008, o estatuto da ordem foi modificado, permitindo a concessão da honraria por operações militares e outras ações em território de outros países visando à manutenção ou restauração da paz e segurança internacionais (as chamadas "operações de paz"). O presidente da Rússia, Dmitri Medvedev, declarou, em discurso durante a cerimônia de condecoração dos primeiros agraciados com a Ordem de São Jorge e a Cruz de São Jorge, em 18 de agosto de 2008:
| “ | Essa insígnia foi restaurada em 2000 para aqueles que se destacassem em combate contra agressões externas. No entanto, com o objetivo de reviver as gloriosas tradições dos cavaleiros de São Jorge, tomei a decisão de conceder essas condecorações por ações em prol da manutenção da paz e da segurança internacional em território de outro Estado. | ” |

## Premiados
O primeiro agraciado com a Ordem de São Jorge de 4.ª classe foi, em 18 de agosto de 2008, o coronel-general Sergei Makarov, comandante das tropas do Distrito Militar do Cáucaso do Norte, pelo sucesso na condução da operação durante a guerra na Geórgia. Pelo mesmo feito, o segundo condecorado com a Ordem de 4.ª classe foi, em 1º de outubro de 2008, o tenente-coronel das forças especiais da VDV Anatoli Lebed, já detentor do título de Herói da Federação da Rússia.
Na revista Russian Military Review (n.º 12 de 2008), em biografias de comandantes militares, são mencionados três agraciados com a Ordem de São Jorge de 2.ª classe: o chefe do Estado-Maior General das Forças Armadas da Federação da Rússia, general do exército Nikolai Makarov (ordem n.º 2), o comandante-em-chefe das Forças Terrestres, general do exército Vladimir Boldyrev (ordem n.º 4), e o comandante-chefe das Forças Aéreas, coronel-general Aleksandr Zelin (ordem n.º 3). A condecoração reconheceu a participação deles nas ações militares na Ossétia do Sul, em agosto de 2008. Essa concessão foi feita em desacordo com o estatuto da ordem, que estabelece a progressão sequencial das classes, da mais baixa à mais alta.
Pelos méritos demonstrados durante a operação na zona de conflito na Ossétia do Sul, até dezembro de 2008, oito generais e oficiais haviam sido condecorados com a Ordem de São Jorge, conforme informações divulgadas pelo tenente-general A. Ilyin, chefe do 3.º Departamento de Concessão de Patentes Militares e Condecorações da Direção Principal de Pessoal do Ministério da Defesa da Federação da Rússia. O ministério não revela os nomes da maioria dos condecorados. Na imprensa, ao noticiar as condecorações, é comum a confusão entre a Ordem de São Jorge, destinada a oficiais superiores, e sua insígnia, a Cruz de São Jorge, conferida a subtenentes, sargentos, cabos e soldados.
Fontes abertas indicam que também foram condecorados com a Ordem de 4.ª classe o tenente-general Vladimir Shamanov (em 2008) e o major-general Mikhail Urasov (ordem n.º 007, por decreto de 25 de maio de 2009; a entrega ocorreu em 8 de agosto de 2009, em Vladikavkaz, na área do 58.º Exército).
Em 2016, foram condecorados com a Ordem de 4.ª classe o major-general Iuri Iarovitsky, chefe do estado-maior e primeiro vice-comandante do 1.º Exército de Tanques do Distrito Militar Ocidental, e Mikhail Fradkov, diretor do Serviço de Inteligência Externa.
Em 28 de dezembro de 2017, a Ordem de 4.ª classe foi entregue a militares envolvidos nas operações das forças russas na Síria: o tenente-coronel Denis Kletionkin e o tenente-general Aleksandr Lapin.
Em 31 de dezembro de 2022, a Ordem de 3.ª classe foi concedida ao general do exército Sergei Surovikin.

## Insígnias
| Ordem de São Jorge  | Ordem de São Jorge | Ordem de São Jorge | Ordem de São Jorge | Ordem de São Jorge |
|                     | 1.ª classe         | 2.ª classe         | 3.ª classe         | 4.ª classe         |
| ------------------- | ------------------ | ------------------ | ------------------ | ------------------ |
| Estrela da Ordem    |                    |                    |                    |                    |
| Distintivo da Ordem |                    |                    |                    |                    |
| Barreta             |                    |                    |                    |                    |
|                     | 1.ª classe         | 2.ª classe         | 3.ª classe         | 4.ª classe         |

## Estatuto
A Ordem de São Jorge restaurada mantém os mesmos elementos visuais da época imperial. Diferentemente da versão anterior, o novo regulamento estabelece que todas as classes devem ser concedidas de forma sequencial, não apenas a 3ª e a 4ª. Não há previsão de pensão anual para os cavaleiros da ordem.
Trechos do Estatuto da Ordem de São Jorge, conforme o Decreto do Presidente da Federação da Rússia de 8 de agosto de 2000, nº 1463:
- A Ordem de São Jorge é a mais alta condecoração militar da Federação da Rússia.
- Ela é concedida a militares pertencentes aos quadros de oficiais superiores e generais, pela condução de operações militares em defesa da Pátria contra um inimigo externo, que resultem na completa derrota do adversário, se destaquem como modelo de arte militar, representem feitos que sirvam de exemplo de bravura e coragem para todas as gerações de defensores da Pátria e que já tenham sido agraciados com condecorações estatais da Federação da Rússia por atos de distinção em combate.
- A Ordem de São Jorge possui quatro classes.

As classes 1 e 2 contam com insígnia e estrela; as classes 3 e 4 apenas com insígnia. A mais alta classe da ordem é a 1.ª.
- A condecoração com a Ordem de São Jorge é feita apenas de forma sequencial, da classe mais baixa para a mais alta.
  - A insígnia da 1.ª classe é usada sobre uma fita no ombro, passando pelo ombro direito.
  - As insígnias da 2.ª e 3.ª classes são usadas em fita ao pescoço.
  - A insígnia da 4.ª classe é usada sobre uma barra no lado esquerdo do peito, posicionando-se antes das demais ordens e medalhas.
- Os agraciados usam as insígnias de todas as classes da Ordem de São Jorge. Entretanto, quem for condecorado com a 1.ª classe não usa a estrela da 2.ª classe. Ao se usar a insígnia da Ordem do Apóstolo Santo André, na fita de ombro, a insígnia da Ordem de São Jorge de 1.ª classe não é usada.
- Os nomes dos agraciados com a Ordem de São Jorge são eternizados em placas de mármore no Salão de São Jorge do Grande Palácio do Kremlin, em Moscou.

Pelo Decreto do Presidente da Federação da Rússia de 13 de agosto de 2008, "Sobre a introdução de alterações em alguns atos do Presidente da Federação da Rússia acerca das condecorações estatais da Federação da Rússia", o ponto 2 do estatuto da Ordem foi redigido em nova versão:
| “ | 2. A Ordem de São Jorge é concedida a militares pertencentes aos quadros de oficiais superiores e generais pela condução de operações militares em defesa da Pátria diante de um ataque de inimigo externo, que resultem na completa derrota do adversário, bem como pela condução de operações militares e outras em território de Estados estrangeiros com o objetivo de manter ou restaurar a paz e segurança internacionais, sendo estas consideradas exemplos de arte militar, cujos feitos representem exemplo de bravura e coragem e que já tenham sido agraciados com condecorações estatais da Federação da Rússia por méritos demonstrados em ações de combate. | ” |

Pelo Decreto do Presidente da Federação da Rússia de 7 de setembro de 2010, n.º 1099, "Sobre medidas para o aperfeiçoamento do sistema estatal de condecorações da Federação da Rússia", foi aprovado um novo estatuto da Ordem. A principal alteração diz respeito à regra de concessão da 4.ª classe da ordem. Se antes ela era destinada apenas a oficiais superiores e generais, pelo novo estatuto o direito à concessão da 4.ª classe foi estendido também aos oficiais subalternos.
Em 15 de setembro de 2018, foi introduzida no estatuto a possibilidade de concessão póstuma da Ordem.
| Estatuto vigente da Ordem de São Jorge (a partir de 19 de novembro de 2021): |
| --- |
| 1. A Ordem de São Jorge é concedida a militares pertencentes aos quadros de oficiais superiores e generais pela condução de operações militares em defesa da Pátria diante de um ataque de inimigo externo, que resultem na completa derrota do adversário, bem como pela condução de operações militares e outras em território de Estados estrangeiros com o objetivo de manter ou restaurar a paz e segurança internacionais, sendo estas consideradas exemplos de arte militar, cujos feitos representem exemplo de bravura e coragem. A Ordem de São Jorge de 4.ª classe pode também ser concedida a oficiais subalternos que, durante operações militares em defesa da Pátria, tenham demonstrado coragem pessoal, bravura e heroísmo, bem como elevado domínio da arte militar, assegurando a vitória no combate. 1. A Ordem de São Jorge possui quatro classes: - Ordem de São Jorge de 1.ª classe; - Ordem de São Jorge de 2.ª classe; - Ordem de São Jorge de 3.ª classe; - Ordem de São Jorge de 4.ª classe. A mais alta classe da Ordem de São Jorge é a 1.ª. 1. As classes 1 e 2 contam com insígnia e estrela; as classes 3 e 4 apenas com insígnia. 2. A concessão da Ordem de São Jorge é feita apenas de forma sequencial, da classe mais baixa para a mais alta. 3. A concessão da Ordem de São Jorge pode ser feita postumamente. 4. A insígnia da Ordem de São Jorge de 1.ª classe é usada sobre uma fita no ombro, que passa pelo ombro direito. A estrela da Ordem de São Jorge das classes 1 e 2 é usada no lado esquerdo do peito, posicionando-se abaixo das ordens portadas em barra, abaixo da estrela da Ordem do Apóstolo Santo André, o Primeiro Chamado. A insígnia da Ordem de São Jorge das classes 2 e 3 é usada em fita ao pescoço, posicionando-se acima da insígnia da Ordem "Por Mérito à Pátria". A insígnia da Ordem de São Jorge de 4.ª classe é usada sobre uma barra no lado esquerdo do peito e se posiciona antes das demais ordens e medalhas. Os agraciados usam as insígnias de todas as classes da Ordem de São Jorge. No entanto, quem for condecorado com a 1.ª classe não usa a estrela da 2.ª classe. Ao se usar a insígnia da Ordem de São Jorge de 1.ª classe na fita de ombro, a insígnia da Ordem do Apóstolo Santo André é usada na corrente da ordem. 1. Para ocasiões especiais e uso cotidiano, é previsto o uso de uma miniatura da insígnia da Ordem de São Jorge de 4.ª classe. Ao se usar essa miniatura, ela se posiciona antes das outras miniaturas de ordens e medalhas. Se o condecorado possuir várias classes da Ordem de São Jorge, é permitido o uso da miniatura da insígnia da 4.ª classe junto às insígnias das classes superiores em trajes civis. Neste caso, a insígnia da 4.ª classe não é usada. 1. Ao se usar fitas da Ordem de São Jorge em uniformes, elas se posicionam acima das demais fitas de ordens, seguindo a ordem decrescente das classes, e após a fita da Ordem do Apóstolo Santo André. 1. Em trajes civis, a fita da Ordem de São Jorge é usada em forma de roseta, colocada à altura da casa do lado esquerdo do paletó civil. Usa-se apenas a roseta correspondente à mais alta classe da Ordem de São Jorge da qual o agraciado for detentor. 2. Os nomes dos agraciados com a Ordem de São Jorge são eternizados em placas de mármore no Salão de São Jorge do Grande Palácio do Kremlin, em Moscou. |

## Descrição
A Ordem de São Jorge das 1.ª e 2.ª classes possui insígnia e estrela; a das 3.ª e 4.ª classes apenas a insígnia. A fita da ordem é de seda moiré, composta por três faixas pretas e duas alaranjadas de mesma largura, dispostas alternadamente.
1.ª classe: A insígnia é feita de ouro e consiste em uma cruz equilátera com braços que se alargam nas extremidades, coberta de esmalte branco em ambos os lados. As bordas da cruz têm uma moldura estreita e em relevo. No centro, há um medalhão circular de duas faces com borda dourada em relevo. A face frontal do medalhão é esmaltada em vermelho e traz a imagem de São Jorge em armadura prateada, com capa e elmo dourados, montado em um cavalo branco. A sela e os arreios do cavalo também são dourados. O cavaleiro está voltado para a direita, abatendo com uma lança dourada um dragão preto. A face reversa do medalhão é esmaltada em branco e traz o monograma da ordem com as letras entrelaçadas "СГ" (SG) em preto. Na extremidade inferior da cruz, está gravado o número da insígnia. A distância entre os extremos da cruz é de 60 mm. No topo da cruz há uma argola para fixação à fita. A insígnia é presa a uma fita de 100 mm de largura.
A estrela da ordem tem quatro pontas, é feita de prata dourada. No centro da estrela há um medalhão circular dourado com borda em relevo e o monograma "СГ" em preto. Ao redor do medalhão, sobre fundo esmaltado em preto com borda dourada, está o lema da ordem: "POR SERVIÇO E BRAVURA" («ЗА СЛУЖБУ И ХРАБРОСТЬ»; "ZA SLUJBU I KHRABROSTʹ"). No topo do círculo, entre as palavras, há uma coroa dourada. A distância entre pontas opostas da estrela é de 82 mm. No verso, na parte inferior, está o número da estrela. Ela é fixada à roupa com alfinete.
2.ª classe: A estrela é idêntica à da 1.ª classe. A insígnia tem as mesmas dimensões, mas é feita de prata dourada. É fixada a uma fita de 45 mm de largura, usada ao pescoço.
3.ª classe: A insígnia é feita de prata dourada e tem 50 mm entre os extremos da cruz. É usada ao pescoço, presa a uma fita de 24 mm de largura.
4.ª classe: A insígnia, também de prata dourada, mede 40 mm entre os extremos da cruz. É fixada a uma barra pentagonal revestida por fita de 24 mm de largura.
A miniatura da insígnia da 4.ª classe é usada sobre uma barra. Mede 15,4 mm entre as extremidades da cruz; a altura da barra, do vértice inferior até o centro da parte superior, é de 19,2 mm; o comprimento da parte superior é de 10 mm; os lados inclinados medem 16 mm; os lados inferiores têm 10 mm cada.
As fitas usadas em barras têm 12 mm de altura. As larguras das fitas são: 1.ª classe — 45 mm; 2.ª e 3.ª classes — 32 mm; 4.ª classe — 24 mm.
A barreta da 1.ª classe apresenta, sobre a faixa preta central, uma imagem simbólica em miniatura da estrela da ordem na cor dourada. A da 2.ª classe tem uma estrela prateada. A da 3.ª classe tem um desenho em miniatura da insígnia da ordem em branco, com medalhão central vermelho. A da 4.ª classe mostra a insígnia em esmalte branco, com medalhão central dourado.
Em trajes civis, a fita da ordem é usada no lado esquerdo do peito em forma de roseta. Apenas a fita da mais alta classe da ordem de que o condecorado é titular pode ser usada. O diâmetro da roseta da 1.ª classe é de 16 mm; o das demais classes, 15 mm. Sobre a roseta é fixada uma miniatura: na 1.ª classe, uma estrela da ordem dourada esmaltada; na 2.ª classe, uma estrela prateada esmaltada; na 3.ª classe, uma cruz esmaltada com medalhão central vermelho; na 4.ª classe, uma cruz esmaltada com medalhão central dourado. O diâmetro da estrela não pode ultrapassar o da roseta; a cruz deve medir 11 mm de ponta a ponta.
|                                  |                                  |                                  |                                  |
| Ordem de São Jorge de 1.ª classe | Ordem de São Jorge de 2.ª classe | Ordem de São Jorge de 3.ª classe | Ordem de São Jorge de 4.ª classe |

## Cavaleiros
Cavaleiros premiados de acordo com fontes conhecidas

### Cavaleiros da 2.ª classe
1. Vladimir Anatolievitch Boldyrev
2. Aleksandr Nikolaevitch Zelin
3. Nikolai Egorovitch Makarov

### Cavaleiros da 3.ª classe
1. Valeri Vassilievitch Gerasimov
2. Serguei Vladimirovitch Surovikin[20]

### Cavaleiros da 4.ª classe
1. Serguei Afanassievitch Makarov
2. Anatoli Viachesslavovitch Lebed[21]
3. Vadim Iurievitch Volkovitski[c]
4. Igor Vassilievitch Sadofiev[c]
5. Vladimir Anatolievitch Chamanov
6. Mikhail Ivanovitch Urasov
7. Valeri Vassilievitch Gerasimov[22]
8. Iuri Davidovitch Iarovitski[11]
9. Mikhail Efimovitch Fradkov[12]
10. Aleksandr Vassilievitch Bortnikov[23]
11. Denis Vladimirovitch Kletionkin[13][14]
12. Aleksandr Pavlovitch Lapin[13][14]
13. Serguei Vladimirovitch Surovikin[24]
14. Evgueni Alekseevitch Ustinov[25][26][27]
15. Viktor Vassilievitch Zolotov[28][29]
16. Igor Evguenievitch Meliantsev[30]
17. Serguei Iurievitch Kuzovlev[31]
18. Vsevolod Viachesslavovitch Trofimov[32]
19. Bulat Rinatovitch Akhmatianov[33]
20. Igor Anatolievitch Seritski
21. Vladimir Stepanovitch Alekseev
22. Aleksandr Vassilievitch Malevany
23. Mikhail Iurievitch Teplinski
24. Aleksandr Iurievitch Viaznikov
25. Nikolai Platonovitch Patrushev[34]